# Alisan Porter
Alisan Leigh Porter (Worcester, 20 giugno 1981) è un'attrice, produttrice cinematografica, cantante e ballerina statunitense.

## Biografia
Nata a Worcester, nel Massachusetts, da una famiglia ebraica, figlia di Laura Klein e del cantante Ric Porter, i suoi genitori divorziarono quando aveva 2 anni.
È attiva fin da quando era piccola, recitando in alcuni ruoli come Curly Sue in La tenera canaglia del 1991.
Dalla fine degli anni novanta in poi, Alisan abbandona il cinema per dedicarsi al canto.
Nel 2016 vince la decima edizione di The Voice (Stati Uniti d'America).

## Vita privata
Nel 2012, dopo 13 anni di fidanzamento, ha sposato l'attore Brian Autenrieth, da cui ha avuto due figli: Mason Blaise (2012) e Aria Sage (2014).

## Riconoscimenti
- Young Artist Awards 1993: miglior attrice giovane per La tenera canaglia

## Filmografia parziale

### Cinema
- Nostalgica (Homesick), regia di Johanna Demetrakas (1988)
- Parenti, amici e tanti guai (Parenthood), regia di Ron Howard (1989)
- Stella, regia di John Erman (1990)
- Ti amerò... fino ad ammazzarti (I Love You to Death), regia di Lawrence Kasdan (1990)
- La tenera canaglia (Curly Sue), regia di John Hughes (1991)
- Shrink Rap (2003)
- Piacere Dave (Meet Dave), regia di Brian Robbins (2008)
- Every Little Step (2008)